# 霧島さくら
霧島 さくら（きりしま さくら、1995年3月3日-)は、日本の元AV女優。ライフプロモーションに所属していたが、AV女優引退を機にフリーとなる。

## 略歴
高校で演劇と出会い、進学から一転演劇を学ぶために養成所へ。資金的に厳しかったことを理由にE-BODY専属でAVデビュー。
脱ぐことにためらいはなかったものの、舞台稽古、本番期間中は休み、2017年8月より企画単体として活動。
2018年10月より一時休業。
同業の舞台俳優にAV活動がバレるも、演技力を評価されたことなどを理由に2019年4月18日、女優活動再開を発表。当時はピンク映画に出るための復帰（知名度がないと出ることができないのでAV出演を経る）という思いだった。
2017年10月8日、同じ事務所の栄川乃亜とユニット「ルルディ」を結成。
2017年11月18日、ルルディ初イベント。
2018年1月24日、ルルディのリーダーに任命、栄川乃亜はキャプテン、ファンの愛称は「るるっと」。
2018年6月9日、新宿LEFKADAにて初のワンマンライブ「ルルディ アイドルやっちゃいます！～きれいな花を咲かせよう～」開催。
2018年6月11日、ルルディ1stシングル「LuLuLuMelody」リリース。8月にルルディとしてTIFに初出演。
2018年12月、FANZAが発表する2018年年間AV女優ランキング ベスト100にて24位を獲得。
2018年12月29日、2019年2月よりh.m.p内に設立された霧島さくら専用レーベル「S.K.F」の専属女優になる事をh.m.pのYoutubeLive放送にて発表。同年、2018年度ぴんくりんく最優秀新人女優賞受賞。
2019年4月8日、第31回ピンク大賞にて新人女優賞を受賞。 12月10日、同日をもってのルルディ解散、翌年4月でのAV女優引退を発表。

## 人物
演技力には定評があり、復帰以降はピンク映画を中心にAV以外の映像作品に出演。また基本がドラマものであることを理由にh.m.p専属女優となっている。
好きな食べ物はドーナツ、プリン。
三姉妹の次女。撮影好きの二つ上の姉にSNS等のプロフィール写真を撮ってもらうことが多い。
性格は本人曰く、猪突猛進系女子だという。

## 作品

### アダルトビデオ
- E-BODY専属デビュー 92cmIcup 王道の巨乳美少女です。（10月13日、E-BODY）
- 絶頂108回!!（11月13日、E-BODY）
- 全裸爆乳ガイド付きバスツアー（12月13日、E-BODY）

- 最高級ボディIカップ新人ソープ嬢（1月13日、E-BODY）
- 美しきスーパーボディ潜入捜査官（2月13日、E-BODY）
- 霧島さくら 全タイトルコンプリートBEST 8時間（5月13日、E-BODY）※単体ベスト
- 復活 霧島さくら（8月1日、NON）
- 強制AVデビュー もも 25歳（8月1日、光夜蝶）※「もも」名義
- アイドル志願のむっちりドM巨乳を騙してハメる 中出し肉便器デビュー さくら（9月1日、Fitch）
- 優しい姉が体調を崩して介抱するハズがあまりの色気に勃起してしまい、それを指摘する姉の目がトロ～ンとなり、さっきまで具合が悪かったハズなのに嬉しそうに僕を弄んでスッキリしていた件（9月4日、NON）
- 私、脅迫されてます。（9月4日、光夜蝶）
- 霧島さくらの汗だく、種付け、ガチSEX（9月13日、HERO）
- 夫に内緒で自宅に男たちを誘って汗ダク3Pで連続中出しをおねだりする背徳妻たち（10月2日、NON）
- オナホ試してみませんか? 霧島さくらのコスプレ素人逆ナンパり10月3日、BeFree）
- 姉の匂い さくら22歳（10月8日、SODクリエイト）
- 彼女のお姉さんは巨乳と中出しOKで僕を誘惑（11月19日、OPPAI）
- 溺愛する愛娘がまさかの誘惑!?驚くほど、ギンギンに勃起したチ○ポを妻でもしてくれないプレイで俺を骨抜きにするほどのテクニックで責めたてられた件（12月4日、NON）
- 中出し愛好家（12月26日、HMJM）

- THE 未公開 ～ぬらぬらオイルオッパイで別次元のパイズリ～（3月9日、カリビアンコム）
- 隣人の爆乳Hカップの淫魔に精子が空になるまで毎晩吸い尽くされる（3月25日、h.m.p DORAMA）※「朔葉あすか」名義
- 汗を絡ませカラダを貪り合う密着性交。（7月1日、TEPPAN）
- 日焼けあと残る女子校生の妹たちが夏だからって童貞の僕に子作り中出しSEXをせがんでくる（7月14日、ケイ・エム・プロデュース/BAZOOKA）
- 巨乳ブルマがムチムチの女子校生・さくら お尻ムッチリのくびれもスッキリで、おっぱいもプルンプルンのイヤらしいカラダに成長した従妹と一緒に生活することになったら、チ○ポはムラムラ確定! ブルマに顔をうずめてあげました。（7月20日、SWITCH）
- 爆乳ハミ出しコスプレイヤー さくら（8月4日、クリスタル映像/e-kiss）
- お姉さんの爆乳が卑猥過ぎて秒殺で悩殺!!（8月7日、unfinished）
- 俺の妹、いつでもどこでも爆乳オナッター!オナニー女子はマ○コにオナッタリング出来ちゃった!（8月14日、チェリーズれぼ）
- 当然、勝手にAV化! イケメンの友達がほろ酔い状態の女の子を僕の部屋に連れて来た!女に無縁の僕にはそれだけで大興奮なのに超過激でHな王様ゲームが始まっちゃって… 10（8月19日、お夜食カンパニー）
- Faith/Grand Orgasm（8月25日、TMA）
- あなたごめんなさい…。私寝取られました…。（8月25日、ビッグモーカル）
- やりすぎ家庭教師（9月1日、h.m.p）
- ご奉仕メイドRoom（9月7日、Befree）
- ボクだけのご奉仕メイド（9月8日、クリスタル映像/e-kiss）
- もしも巨チンの僕が新人ADとして美人巨乳女子アナだらけのTV局アナウンス室に派遣されたら…（9月8日、ケイ・エム・プロデュース/BAZOOKA）
- 姪っ子の急成長オッパイに我慢できない僕…（9月13日、OPPAI）
- ママショタ実話（9月21日、グローリークエスト）
- 監禁オイルマッサージ 鬼イカせ中出しレ×プ（10月1日、ワンズファクトリー）
- 悶絶痙攣ポルチオ大絶頂!!（10月6日、クリスタル映像/e-kiss）
- エロ水着着衣（10月8日、unfinished）
- チ○ポサック結合部おっぴろげピストンを見せつけられ興奮し快楽を求め腰を使いだす膣奥イキ女（10月19日、ナチュラルハイ）
- おじさん 1、2、3、4、5、6、7、8、9、10人「レンタルおじさん」を呼んでガチハメしてみたwww 性豪ユー○ューバー さくら（10月25日、ビッグモーカル）
- 誘惑する義母の無防備なノーブラ谷間（11月1日、ABC/妄想族）
- 霧島さくらベスト4時間（11月3日、h.m.p）※単体ベスト
- 【拡散希望】私の息子が懲役囚で若い嫁は欲求不満で私に迫ってきて困っています。どうか、うちの嫁を抱いてやってもらえませんか?（11月3日、クリスタル映像/NITRO）
- 全裸巨乳エステティシャン（11月8日、unfinished）
- 「ダメ、挿っちゃう!」「私にも、挿っちゃう!」 義姉2人とW素股で生挿入&生中出し! 義姉2人が美人すぎて話しかけるのも恐れ多い童貞のボク。しかし、義姉たちは仲良くなろうと一緒に寝ようと言いだして同じ布団で寝ることに。薄着でセクシーな姿の姉たちに勃起しまくりで寝れないボク。それに気づいた義姉たちは平謝りのボクを不憫に思ったのかチ○ポをやさしく触ってくれることに…。しかしいつしか2人の行為はエスカレート。素股止まりと約束していたはずなのに「ダメ、挿っちゃう!」とギリギリ素股。しかも「私にも挿っちゃう!」なんて姉妹でギリギリ状態。ついに我慢できなくなった義姉に挿入!その様子を見たもうひとりの義姉も「私も…」なんていつしか3Pへ!（11月19日、Hunter）
- おっぱいマニアックス（11月26日、MAX-A）
- 父親のプライベートビデオ 大家族10人連続セックス、末っ子の一人娘とお兄ちゃん&お父さんの朝性活（11月26日、h.m.p DRAMA）
- ムチムチしたデカ尻Gカップメイドブルマの絶対服従性交（12月1日、h.m.p）
- SEXの逸材。ドスケベ素人の衝撃的試し撮り 性癖をこじらせてプレステージに自らやって来た本物素人さん達の顛末。VOL.06（12月1日、プレステージ）※「さくら」名義
- 霧島さくらのザ・筆おろし（12月1日、クリスタル映像/e-kiss）
- 僕のねとられ話しを聞いてほしい 無類のおっぱい好きな独身同期に拝み倒されて連日揉まれて寝盗られた妻（12月7日、JET映像）
- ナンパJAPAN検証企画!「絆を深めるためには混浴が一番って知ってましたか?」 オフィス街で声をかけた男上司と女部下が二人きりで初めての混浴体験!巨乳編!!但し用意された水着は極小マイクロビキニのみ!場所はラブホテルのジャグジー!（12月13日、ナンパJAPAN）
- 霧島さくらVS栄川乃亜 微巨乳バトルロワイヤル ～ノンストップドキュメント～（12月25日、マックス・エー）

- 霧島さくらのエステしちゃうぞ（1月5日、クリスタル映像/e-kiss）
- ラグジュTV×PRESTIGE SELECTION 44 松川早苗（1月12日、プレステージ）※「松川早苗」名義
- 「私も子供が欲しい!」保育園で働くデカ乳保母さんが同僚の男に悩みを相談!妊娠願望強すぎて母性溢れるオッパイでまさかの授乳手コキ!衰え知らずの若いチ○ポを自ら挿入しデカ乳激揺れさせながら何度も中出し懇願!（1月12日、V&R PRODUCE）
- エロ舌肉感グラマーBODYべろキス中毒 Ⅲ（1月19日、クリスタル映像/NITRO）
- 【鬼シコ注意】キメパコ妊娠!可愛いロ●顔なのに媚薬を飲まされ理性崩壊の爆乳サセ神になりましたwww（1月19日、チキチキカマー/妄想族）
- デカパイ女子●生とちっぱい女子●生のこっそりレズえっち（1月20日、レズれ!）
- レズテクNo.1決定戦 台本なしのイカセ合いバトル! DOCUMENT LESBIAN 2018 ガチレズセックス大乱交（1月25日、ビビアン）
- 誰にも言えない昼下がり ～不条理に犯された人妻ヘルパー～（2月1日、マドンナ）
- 許嫁ショタ（2月1日、グローリークエスト）
- 完全撮り下ろし 鉄板女優の楽屋に突撃! むちゃぶり性交（2月1日、TEPPAN）
- 霧島さくら 9時間 SPECIAL COLLECTION（2月2日、クリスタル映像/CRYSTAL EX）※単体ベスト
- もう～まさにアニメ! 解れた糸を引っ張るとみるみる服が短くなっていくwww 2（2月8日、アキノリ）
- 彼女にフラれた僕を不憫に思った母ちゃんとコンドームをする約束でセックス! 無反応だった母ちゃんがコンドームをこっそり外して生ハメしたら痙攣して何度も絶頂「すぐ良い娘が見つかるわよ」から「誰にも渡すもんですか」に態度が豹変し腰振り騎乗位が止まらない大逆転セックス!!（2月19日、VENUS）
- 「仕事中は厳しいバイト先の女子○生と2人きり 20歳も年下の先輩娘のパンチラ/胸密着/トロトロ視線に暴発寸然 勃起がバレて怒られるかと思ったら装飾オヤジチ○ポ好きの挿入派でした」（2月22日、DANDY）
- BAZOOKA Premium Legend 霧島さくら 4時間BEST（2月23日、ケイ・エム・プロデュース/BAZOOKA）※単体ベスト
- 隣の地味な女子大生は隠れ爆乳の眼鏡腐女子（2月26日、h.m.p. DORAMA）
- アナタを見つめながらずっと乳首を責め続けるエロ～い中出しSEX（2月26日、MAX-A）
- 鉄板Complete 霧島さくら BEST 汗に輝く爆乳。激昇天性交（3月1日、TEPPAN）※単体ベスト
- 夫が留守中の団地の一室で巨乳妻たちが密かに禁止行為営業する密着オイルエステ（3月2日、DOC）
- 【完全着衣】ノーブラニットの女たち（3月8日、アキノリ）
- 普段は真面目な隣のお姉さんは、家の中では全裸生活!無防備すぎる欲情した僕が堪らず勃起してたら、すんなりSEX!キンタマスッカラカンになるほど連続射精を求められた! 2（3月9日、V&R PRODUCE）
- 子供が欲しいデカ乳嫁が旦那とのSEXレス解消のためにソープマットを購入! マイクロビキニ姿で待ち構え玄関を開けるとまさかの旦那の父が! 憧れの巨乳嫁にヌルヌルローションで揉み心地の良いおっぱいを堪能するとフル勃起!肌が触れ合う素股までのつもりがヌルッと生挿入! 息子に負けない子宮口直撃ピストンでイキまくる嫁に何度も中出し! 3（3月9日、V&R PRODUCE）
- むっちりHカップ以上の爆乳AV女優が笑顔でご奉仕超高級ハーレム三輪車専門爆乳ソープ(※素人男性4名参加)（3月21日、SODクリエイト）
- 催眠光線で支配された進学予備校 偏差値高い奴らをどん底へつき落とす屈辱の羞恥SP（3月21日、SODクリエイト）
- 霧島さくらの爆乳劇場 ICup!92cm（4月1日、プラネットプラス）
- 「私で勃起しちゃったの?」包茎チ○ポから剥けチン勃起までを見た巨乳叔母さんは子供扱いしていた甥っ子とはいえ発情を抑えられない（4月12日、DANDY）
- 原作 藤崎玲 美獣姉妹（4月13日、アタッカーズ）
- 立場逆転レズビアン ～大家なのに、人妻の住人に逆らえず…～（4月13日、ビビアン）
- 先日、離婚した元妻がねとられるまでを撮影したDVDが送られてきました Vol.3 さくら 29歳（5月1日、JET映像）
- ものすごい射精に導くリゾートエステ 総額10万超ハイレベル店の指名予約No.1嬢の神テクを体験 回春サロン中出しコース（5月4日、h.m.p）
- 「愛し合う夫婦が残したいメモリアルヌードフォト」と題された雑誌の企画と妻を騙し、絶倫チ○ポ男と素肌密着偽撮影会で寝取られ検証!! 2（5月4日、プレステージ/DOC）
- 【緊張興奮】今から上司をハメ撮りします。（5月10日、アキノリ）
- 訪問介護にやってきた優しいホームヘルパーのデカ乳に思わず利用者のチ○ポはフル勃起! 責任感じた欲求不満介護士が優しく授乳手コキ! フル勃起が止まらないチ○ポに我慢できず仕事を忘れて馬乗り生挿入! 大きなオッパイ激揺れさせながらキンタマスッカラカンになるまで何度も中出し懇願! 2（5月11日、V&R PRODUCE）
- 【地味子】サセ神さま、ふたり。さくら、いちご 【中出し】「ハメてみて具合が良かったらおじさんのオナホにしてあげるからね」（5月25日、ビッグモーカル）
- 温泉旅館にて、寝てる旦那のすぐ横でスゴテクの悶絶オイルマッサージ。（5月25日、ビッグモーカル）
- イカセバトルロワイアル ガチ4戦×4時間（5月26日、MAX-A）
- はだかの家政婦 全裸家政婦紹介所（6月1日、プラネットプラス）
- 町で一番の美少女!爆乳カメラ女子（6月7日、桃太郎映像出版）
- (裏）手コキクリニック ～特別版～ 性交クリニック10 4時間×8性交 中出し看護SP（6月7日、SODクリエイト）
- 入院中の禁欲生活に耐え切れない弟が看護師のデカ尻姉に媚薬を飲ませると白パンスト擦りつけながら淫らに股間を滴らせ、カニバサミで中出しを求めた! 2（6月8日、V&R PRODUCE）
- あなた、許して…。 嘘から始まる姦計3（7月7日、アタッカーズ）
- SODロマンス 逃亡犯 ～憧れの義母が父親の出張中、突然侵入してきた男に僕の目の前で72時間犯され続け、やがて白目を剥いて何度もイキまくるようになってしまった…～（7月12日、SODクリエイト）
- 女教師、誰もいない夏休みの教室で男子生徒をいじくり犯す連続強制中出し（7月13日、ケイ・エム・プロデュース/REAL）
- 人間牧場（7月27日、TMA）
- 痛いぐらい愛して（8月7日、アタッカーズ）
- 「常に性交」ビキニマッサージ 7 (8月23日、SODクリエイト)
- 妄想妻 ～情欲を昂らせる義弟の匂い～（8月24日、オルガ/NAGIRA）
- あなたに愛されたくて。（9月7日、アタッカーズ）
- オイルボイン 霧島さくら ぷるるんHカップぬるぬる競泳水着（9月7日、クリスタル映像/e-kiss）
- 死んでも見たくなかった! 結婚間近な彼女のバイト仲間とのBBQ映像 全員巨乳ver（9月7日、お夜食カンパニー）
- バブみ全開!!大人を預かってくれる巨乳無認可保育園（9月14日、ケイ・エム・プロデュース/BAZOOKA）
- 常に貴方に語りかけAV 完全主観 看護師・先輩OL・野球部マネージャーの3シチュエーションでおくるイチャラブSEX（9月20日、アキノリ）
- 嫁が近くに居るのに笑みを浮かべながら勃起をさせて痴女ってくる年上好きな少女 2（9月20日、アキノリ）
- 早川瑞希 レズ解禁 ガチ連続絶頂×大量潮吹き×濃密レズビアンセックス 初共演4時間SPECIAL（10月5日、h.m.p）
- 一番恥ずかしい穴! じっくりアナルガン見（10月11日、アキノリ）
- 新作の水着モニター募集!簡単高収入バイトにやってきた爆乳娘!!（10月12日、ケイ・エム・プロデュース/UMANAMI）
- 超接写!乳首で何度でもイキまくるアルティメットおっぱい（10月12日、ケイ・エム・プロデュース/BAZOOKA）
- 素敵なカノジョ 霧島さくら 2 猥褻敏感ボディ美女の夜這い絶叫イキまくりせっくす（10月14日、BACK DROP）
- 働く綺麗なお姉さんにいきなり痴女られちゃった俺 2（10月25日、アキノリ）
- マリッジブルーNTR 結婚式前日に目撃した妻と同僚の衝撃的浮気映像（10月25日、マドンナ）
- 巨乳人妻限定 下半身をじっくり責める派遣リフレクソロジー（11月9日、ケイ・エム・プロデュース/BAZOOKA）
- 麗しい巨乳和美人がおもてなしする超高級浴衣ヘルス（11月9日、ケイ・エム・プロデュース/BAZOOKA）
- 妻を誘拐したレイプ魔から届く12通のビデオレター（11月14日、アリスJAPAN）
- 【公然羞恥】ピチピチ着衣巨乳で接客させられたバイト娘（11月22日、アキノリ）
- 回春エステの女神たちの凄テクで、発射(イカ)され悶絶しちゃった僕たち。（12月7日、h.m.p）
- 憧れの女性に愛されたくて…（12月7日、ビビアン）
- 霧島さくら 9時間 SPECIAL COLLECTION 2（12月7日、クリスタル映像/CRYSTAL EX）※単体ベスト
- 女の子を自分の思い通りにできちゃう薬を開発した 校長先生の放課後自由研究（12月13日、無垢）
- 童貞の僕にとって人妻の色気は刺激が強すぎる!! SEXしたさに必死に土下座でお願いしたら「ゴムつけてなら…」との了承が! しかし僕は超絶倫早漏だったためゴムがなくなるまで何度も何度も射精し最後はイキまくって痙攣しているオマ○コに大量ザーメンをぶちまけてしまった!!!（12月14日、ケイ・エム・プロデュース/SCOOP）
- 霧島さくらのパイでズッてあげる！（12月29日、HEYZO）

- ガチンコしゃぶりは私にまかせなさい♥（2月1日、h.m.p）
- 「あっ! ナマで入っちゃった!」オイル素股でマ○コにチ○ポを擦りつけてたら気持ち良すぎてヌルッと生挿入!! 中出しSEXまでヤッちゃったデリヘル嬢たち 5（2月21日、グローリークエスト）
- 姉ちゃんとヤラない!?彼女の姉のハニートラップ中出しSEXで寝取られた僕（3月1日、h.m.p）
- それでも妻を愛している…（4月5日、h.m.p）
- 霧島さくら PREMIUM BEST! 9作品 5時間（4月12日、V&R PRODUCE）※単体ベスト
- お風呂でムダ毛処理中に叔父がまさかの乱入!! イヤラシイ身体に育った姪に勃起チ○ポを抑えられず性的悪戯!? 2（4月12日、ケイ・エム・プロデュース/UMANAMI）
- 制服姿の、あの子のおっぱい（5月10日、h.m.p）
- ストーカー レイプの標的（6月7日、h.m.p）
- 完全主観で二人っきり イチャLove密着ソープ (7月5日、h.m.p)
- 隣のお姉さんと僕の夏休み Stand by me 霧島さくら (8月2日、h.m.p)
- ザ・ノンストップAV ガチンコSEX (9月6日、h.m.p)
- 僕ちゃん専用 ママの射精管理 (10月4日、h.m.p)
- 裏ハッスルで本番し放題 NG行為一切無しの神サービス 行列が出来る六本木のおっぱぶ姫 (11月1日、h.m.p) [23]
- もし男を自由に使っていいと言われたら（11月13日、S-Cute）
- 最高に気持ちいい オナニーとSEX…してみない? (12月6日、h.m.p)
- 殿堂!スーパーアイドル4時間 霧島さくら (12月27日、ケイ・エム・プロデュース/Million) ※単体ベスト

- 【引退作】「 さよなら、愛しのあなた…。」 私たちの不倫生活 (1月10日、h.m.p)
- 寝取りの代償 (4月3日、h.m.p)

### アダルトVR
- 霧島さくら カノジョがあのセーターに着替えたら…ムチムチ巨乳炸裂!大興奮中出しSEX!（6月22日、CRYSTAL VR）
- おっぱい見まくり! ボクのことを好き過ぎる爆乳ご奉仕メイドとのなんともうらやましい日常。（7月25日、CRYSTAL VR）
- VR長尺 当然、勝手にAV化! イケメンの友達がほろ酔い状態の女の子を僕の部屋に連れて来た! 女に無縁の僕にはそれだけで大興奮なのに超過激でHな王様ゲームが始まっちゃって…VR OL編（10月1日、お夜食カンパニー）
- 絶童 霧島さくら（10月6日、CASANOVA）
- イチャラブ・スイーツ嫁（10月6日、CASANOVA）
- た～っぷり乳首をコリコリ、爆乳もみもみしながらSEXしよっ（10月13日、KMPVR）
- 霧島さくらと同棲しませんか？VR 爆乳ナイスボディ美女との中出し性活（10月14日、CRYSTAL VR）
- 瞬間移動VR 霧島さくら 部屋・職場・ロッカールーム…同じマンションに住むGカップ巨乳ナースの日常を先回りストーキング＆中出し!（11月3日、SODVR）
- ハズレ無し風俗店（11月3日、CASANOVA）
- 長尺58分・高画質 霧島さくら オフィスでの恥辱生中出し性交（12月2日、TEPPAN）

- 「連続でも射精できるよね?」さくらおねぇちゃんがキンタマがからっぽになるまでイチャヌキヌキヌキ(中出し) してくれる!!（1月23日、KMPVR）
- 豊満爆乳。囚われた肉奴隷（1月25日、ダスッ!）
- 長尺VR! リアル悪徳エステ体験! 一般客に媚薬を飲ませ高級オイルマッサージで感度覚醒! コリをほぐすだけとグチョグチョに興奮したマ○コを刺激して痙攣するまで生中出し!（1月30日、SCOOP）
- 霧島さくらの一緒にトレーニングしようよ!エロ舌さくらの爆乳痴女エッチ!（3月16日、CRYSTAL VR）
- 【匠】霧島さくら 爆乳×太もも×お尻×壁ドンからの立ちバック チアガールをVRで10倍楽しく見る方法（8月20日、CRYSTAL VR）
- 高画質 霧島さくら 仕事中に突然机の下から秘書が…イタズラして来たので社内中出し!（8月20日、MAX-A）
- オフィスに響く卑猥音。ねっとりヌル手コキ発射（9月22日、TEPPAN）
- 麗しい爆乳和美人がおもてなしする超高級浴衣ヘルス（10月31日、KMPVR）
- VR-1記念作品 KMPVRでもっとも支持された人気シリーズを完全網羅! VR-1のためだけに人気女優が特別に撮り下ろした豪華4本立てVRだよ!!（12月20日、KMPVR-彩-）※オムニバス作品

- 巨乳×爆乳×美乳 おっぱいもみもみVR 大好きなおっぱいを思う存分もんでみたッ!!（1月28日、CRYSTAL VR）※オムニバス作品
- もしも女性用サウナに間違って入ってしまったら…（6月3日、KMPVR-彩-）※2019年12月20日にリリースされた『VR-1記念作品 KMPVRでもっとも支持された人気シリーズを完全網羅! VR-1のためだけに人気女優が特別に撮り下ろした豪華4本立てVRだよ!!』から霧島さくら出演部分を単体リリースしたもの。

### イメージビデオ
- Sakura Full bloom cherry♪（2018年12月27日、Rebecca）
- Lover’s Day (2019年9月20日、ファインピクチャーズ)

### 写真集
- 原寸大おっぱい図鑑 Ecstasy（2017年11月17日、一迅社　撮影：須崎祐次）ISBN 978-4758015790・・・Iカップ担当[24]
- らぶぱら（2019年5月25日、竹書房、撮影：マキハラススム）ISBN 978-4801918757

### ポーズ集
- スーパー・ポーズブック 2人のスペシャル・ヌードポーズ集 ルルディ（2019年9月20日、コスミック出版、撮影：kanji、監修：島本耕司）ISBN 978-4-7747-9195-1

## 出演

### 映画
- 変態家族 碧い海に抱かれて（2018年1月26日公開、VOID FILMS）[25][26] - サユリ 役
- ヤーニンジュの島（2018年8月27日、OP PICTURES）[27] - サユリ 役
- スナックあけみ 濡れた後には福来たる（2018年12月14日、オーピー映画） - スミレ 役（主演）[28]
  - スナックあけみ（2019年8月27日、オーピー映画）※一般公開用編集版[29]
- 悶絶劇場 あえぎの群れ（2019年8月9日、オーピー映画） - 小崎愛 役[30]
  - やりたいふたり（2019年8月24日、オーピー映画）※悶絶劇場の一般公開編集版[31]

### オリジナルビデオ
- リベンジポルノ PAIN OF LOVE（2019年2月2日、スターボード）- レイ 役（主演）
- 新・時空変態人間　バック・トゥ・エクスタシー!!（2019年3月2日、竹書房）- レオナ役（主演）[32]

### インターネット番組
- トイズハートプレゼンツ「ハートの部屋」（仮）（2018年3月28日、ニコニコ生放送）＊第29回ゲスト[33][34]
- トイズハートプレゼンツ「とりあえずナマで！」（2018年7月11日&7月15日、Flash Live トイズハートチャンネル）＊第3回ゲスト[35][36][37][38]
- h.m.pチャンネル 平成最後の6時間生放送!!（2018年12月29日、YoutubeLive）[39]
- トイズハートプレゼンツ「ハートの部屋」（仮）（2019年3月11日、ニコニコ生放送）＊第52回ゲスト[40][41]

### テレビ
- ルルディちゃん（2017年12月17日 - 2019年6月1日、エンタ!959）MC
- ぴゅあらばPresents ルルディ48って（2018年4月12日 - 9月20日、レインボーチャンネル）
- 阿部乃ちゃんねる（2018年8月5日、9月2日、エンタ!959）
- ルルディのお酒に合うおつまみを探せ!!（2018年9月1日、レインボーチャンネル）
- ぴゅあらばPresents 虹色パラダイス（2018年10月4日 -  2019年3月、レインボーチャンネル）
- 虹色パラダイス 世界記録を作っちゃえ!（2019年4月4日[42] - 10月1日、レインボーチャンネル、パラダイステレビ）

### イベント
- 巨乳の誕生 vol.2 まだまだおっぱいがいっぱいすぎ!（2018年1月25日、LOFT9 Shibuya）[43]

### ライブ
ルルディ 名義
- ルルディ 初ワンマンライブ（2018年6月9日、新宿レフカダ）[44]
- レディマニア vol.3（2018年6月18日、渋谷REX）[45]
- TIFもハジける! スパークリングNIGHT!!（2018年8月3日、お台場・青海エリア TOKYO IDOL FESTIVAL 2018内 特設会場）[46]
- マシュマロ☆フェスティバルvol.3 ～Let’s最強SUMMERパーティー!～（2018年8月18日、新宿MARZ）[47]
- LADY MADONNA -拡大版- ～Please Please SEXY IDOL! Like We Please You!（2018年10月23日、川崎CLUB CITTA'）[48]
- 楽演祭 vol.6 ハロウィンSP（2018年10月31日、池袋LIVE INN ROSA）[49]
- ルルディ結成1周年ライブ「ルルディ1周年迎えちゃいます!!～ここから始まる僕らのストーリー～」（2018年11月18日、新宿レフカダ）[50]
- ミルジェネ新年会 2019（2019年1月15日、新宿BLAZE）[51]
- LADY MADONNA vol.8（2019年2月26日、青山RizM）[52]
- 楽演祭 vol.8 平成最後のお花見SP（2019年4月17日、池袋LIVE INN ROSA）[53]
- LADY MADONNA Vol.9（2019年5月23日、青山RizM）[54]
- 楽演祭 vol.9 令和初 ～ありがとう みおりん～（2019年6月26日、池袋LIVE INN ROSA）[55]
- ミルジェネ プレミアムライブ 10（2019年7月17日、初台DOORS）[56]
- TIFもハジける! スパーリングNIGHT!!（2019年8月2日、お台場・青海エリア TOKYO IDOL FESTIVAL 2019内 特設会場）[57][58]
- 楽演祭 vol.10 夏休み最後のバカ騒ぎSP（2019年8月28日、池袋LIVE INN ROSA）[59]
- LADY MADONNA -拡大版- We Can Work It Out ～恋を抱きしめよう～（2019年10月24日、川崎CLUB CITTA'）[60]
- 楽演祭 vol.11 池袋ハロウィンSP（2019年10月30日、池袋LIVE INN ROSA）[61]

## 執筆

### コラム
- 霧島さくら芸術劇場～エロはアートだ～（2018年10月11日[62] - 2019年5月2日[63]、東スポ裏通り）
- 永瀬みなもと霧島さくら Oh！ 外イッキ！（2019年5月11日[64] - 2020年4月4日[65]、東スポ裏通り）霧島の担当は5月18日から[66]。

## インタビュー
- 復帰して絶好調！大人気HカップAV女優・霧島さくらちゃんのインタビュー処女頂きました！「AV休業中は○○活動をしていました」今だから語れる秘話を公開！【霧島さくらロングインタビュー第1回】(2017年8月4日、ＤＭＭ　ＮＥＷＳ．Ｒ１８)[67]
- おっぱいは家宝！「よく言われるんですが、豊胸じゃないですよ！」その美巨乳の秘密に迫る！▼プライベートのSEXは毎日、しかも平均2～3時間!?性欲モンスター疑惑!!【霧島さくらロングインタビュー第2回】(2017年8月11日、ＤＭＭ　ＮＥＷＳ．Ｒ１８)[68]
- 性感帯は乳首（即答）！でもプライベートは日照り！オナニーは週に3～4回、オカズは企画モノAVが大好き！そんな霧ちゃんがAV復帰の理由を真面目に語ってくれました。【霧島さくらロングインタビュー第3回】(2017年8月18日、ＤＭＭ　ＮＥＷＳ．Ｒ１８)[69]
- 「ファンの方たちとエッチしている気分になれるから、主観作品が好きです！」霧ちゃん、良いこと言ってます！▼「ローターだとちょっと弱いかも…」刺激が足りない？○○マン疑惑！【霧島さくらロングインタビュー最終回】(2017年8月25日、ＤＭＭ　ＮＥＷＳ．Ｒ１８)[70]
- 【人気爆乳女優・霧島さくらインタビュー】「休業中に将来を真剣に考えた時、AVでも夢を実現できると思い今回復帰を決意できました！」「復帰したときに、２ちゃんねるにすら『生きててよかった』と書いてくださって、本当に感動しました」前編(2017年11月8日、デラべっぴんＲ)[4]
- 【【人気爆乳女優・霧島さくらインタビュー】「実はフルマラソンが趣味で、昨年11月にも大会出場しています体力も、性欲も豊富です（笑）」「このＧカップは私のお宝です。毎日30分以上マッサージしたら弾力が増してきているんです！」後編(2017年11月9日、デラべっぴんＲ)[71]
- 【前編】経験人数を多めに申告！？実は、デビュー作の男優さんは人生○回目のセックスだった！AV女優は、夢を叶えるためのお金を稼ぐ手段！だったはずなのに、AV女優としてパブ全で復帰したわけとは？【霧島さくら 人気AV女優インタビュー】(2018年3月27日、ＸＣＩＴＹ)[72]
- 【後編】理想のセックスは、挿入4０分に、首締め！更に乳首も引っ張って欲しい！ってプライベートで実現するのはかなり無理めな性欲モンスターぷりを暴露。 んで、なんか変わったオナニーもしてるみたいで、自分開発が止まらないみたいです。。【霧島さくら 人気AV女優インタビュー】(2018年4月6日、ＸＣＩＴＹ)[73]
- 爆乳AV女優･霧島さくらが「ホンモノ以上!?」のオナホ紹介！(2019年3月26日、FANZAニュース)[74]
- 【h.m.p専属女優　霧島さくらインタビュー】「専属のお話がきてはじめにした返事は『はじめにした返事は「無いです。専属は絶対にないですね」』でした」「初彼氏は中学時代。1回もデートをしていないし、手もつないでないです」前編（2019年6月8日、デラべっぴんR）[75]
- 【h.m.p専属女優　霧島さくらインタビュー】「一度お休みして演劇をやっていたんですが、ピンク映画に出たくてAVに復帰したんです」「乃亜ちゃんとは性格とかも真逆だと思うけど、話さなくても答えが一致しているんです」後編（2019年6月9日、デラべっぴんR）[76]